# Rovigliano (Torre Annunziata)
Rovigliano è un quartiere del comune di Torre Annunziata, nella città metropolitana di Napoli, situato nell'estrema periferia sud della città. Confina a nord e ad est rispettivamente con i quartieri di Terragneta e Bottaro, a sud con il comune di Castellammare di Stabia, da cui è separato dal fiume Sarno, ad ovest è bagnato dal mar Tirreno. Una sezione distaccata degli uffici pubblici comunali è qui dislocata, nei locali ubicati in via Schiti.

## Storia
Il quartiere nacque nell'allora isolato rione di Cattori o Cattori-Postiglione, oggi conurbato al capoluogo comunale. Per volontà dell'ingegnere Michelangelo Cattori, proprietario di una fonderia in zona, il quartiere iniziò a prendere forma con la costruzione delle abitazioni per i suoi operai. Il progetto di urbanizzazione dell'area prevedeva anche la costruzione di un ospedale, di un'infermeria, di uno spaccio alimentare e di un albergo, ma l'opera rimase incompiuta per la morte dell'ingegnere .

## Economia
Rovigliano è una zona sia a vocazione agricola che industriale. Si susseguono, infatti, lungo le vie che l'attraversano, piccoli orti privati di villette e condomini.

Nel 1962 qui fu impiantata una della tre sedi italiane della Novartis, leader mondiale della farmaceutica, costruita a ridosso del fiume Sarno. Al 2021 l'impianto di Rovigliano è uno dei maggiori produttori farmaceutici dell'Italia meridionale, ed una delle sedi del gruppo più importanti a livello mondiale.

È sede di aziende floreali e del Polo Nautico di Torre Annunziata, che negli ultimi anni si è  ampliato grazie alla disponibilità dei capannoni dismessi a fine millennio, dalle vecchie industrie che erano qui impiantate,  Ilva e Dalmine tra quelle più ampie in zona.

## Monumenti e luoghi di interesse

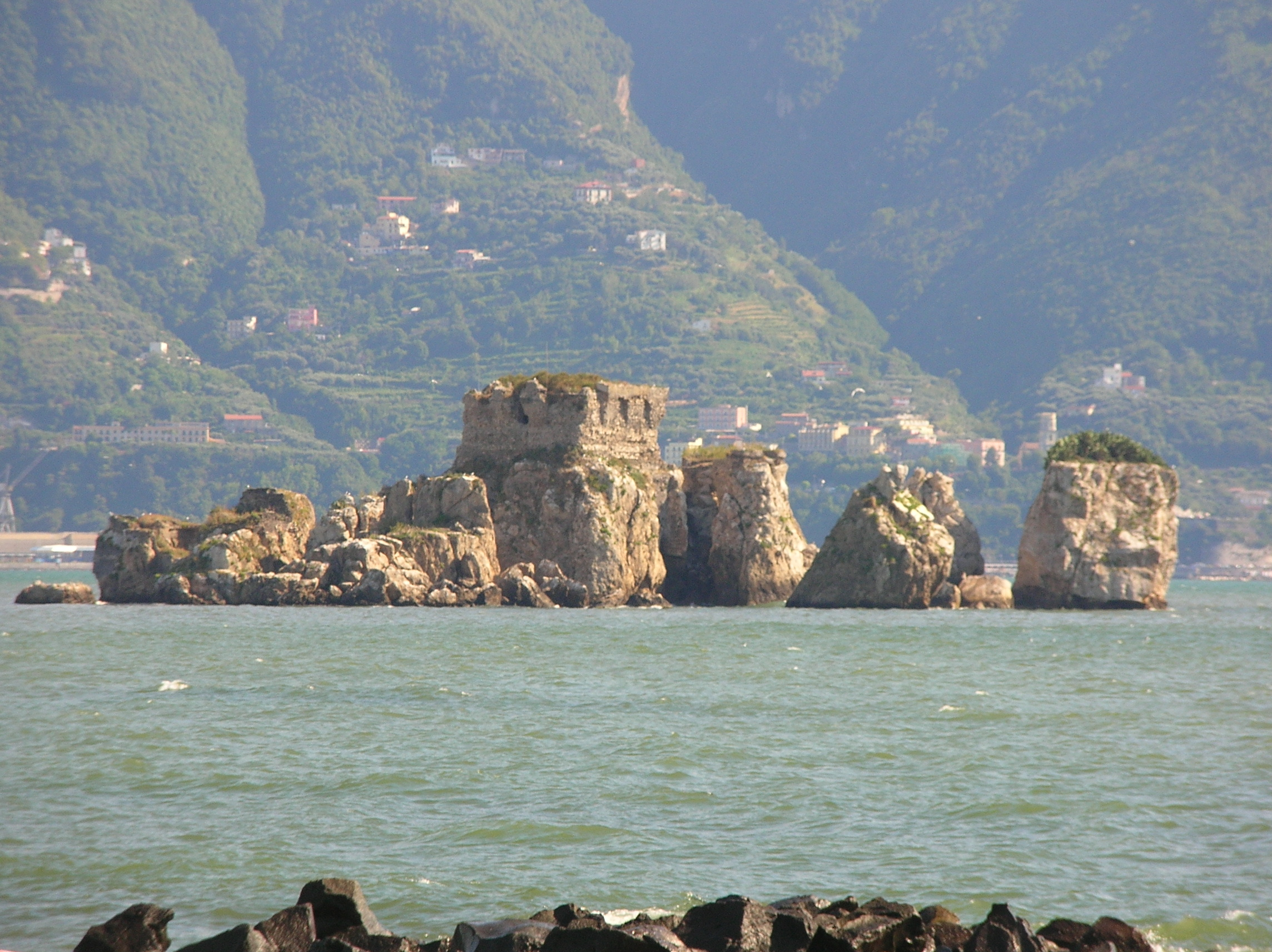
Lo scoglio di Rovigliano

Il monumento simbolo del quartiere è rappresentato dallo scoglio di Rovigliano, il cui antico nome era Petra Herculis, sito a circa cinquecento metri dalla foce del Sarno.

La leggenda vuole che proprio nelle acque prossime allo scoglio fu ripescata la sacra icona della Madonna della Neve, patrona di Torre Annunziata. Qui ogni anno il 5 agosto, i pescatori si esibiscono nella rivisitazione storica dell'evento che da inizio alla processione.

Punti di ritrovo per gli abitanti del quartiere sono la chiesa di San Michele Arcangelo, progettata anch'essa dall'ingegner Cattori e sede di un campo da calcio, di bocce e di tennis, ed il Villaggio del Fanciullo, costruito nel 1956 a ridosso del litorale sabbioso.

## Trasporti e viabilità

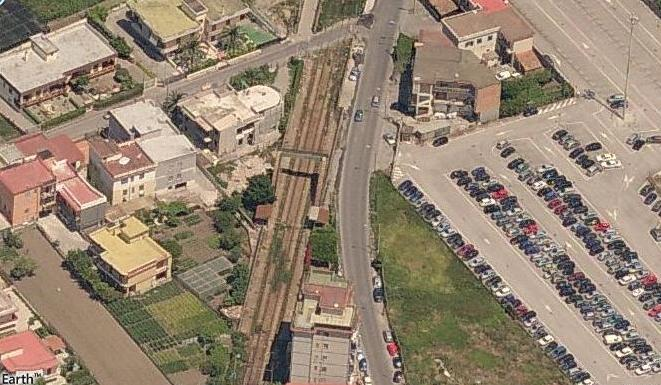
Veduta aerea della stazione ferroviaria

Oltre ai normali mezzi di trasporto pubblici che lo collegano al centro città, il quartiere è servito dalla Stazione di Rovigliano della linea ferroviaria Torre Annunziata-Castellammare di Stabia-Gragnano. Da qui con i treni metropolitani è possibile raggiungere sia la Stazione di Torre Annunziata Centrale, che la città di Napoli.